# La Boîte-en-valise

La Boîte-en-valise (ou simplement Valise) est une série rassemblant des reproductions d'œuvres d'art de Marcel Duchamp et conçue par l'artiste lui-même. Œuvre d'art en soi, la première Valise est réalisée à partir de 1936 et présentée en 1941.

## Conception

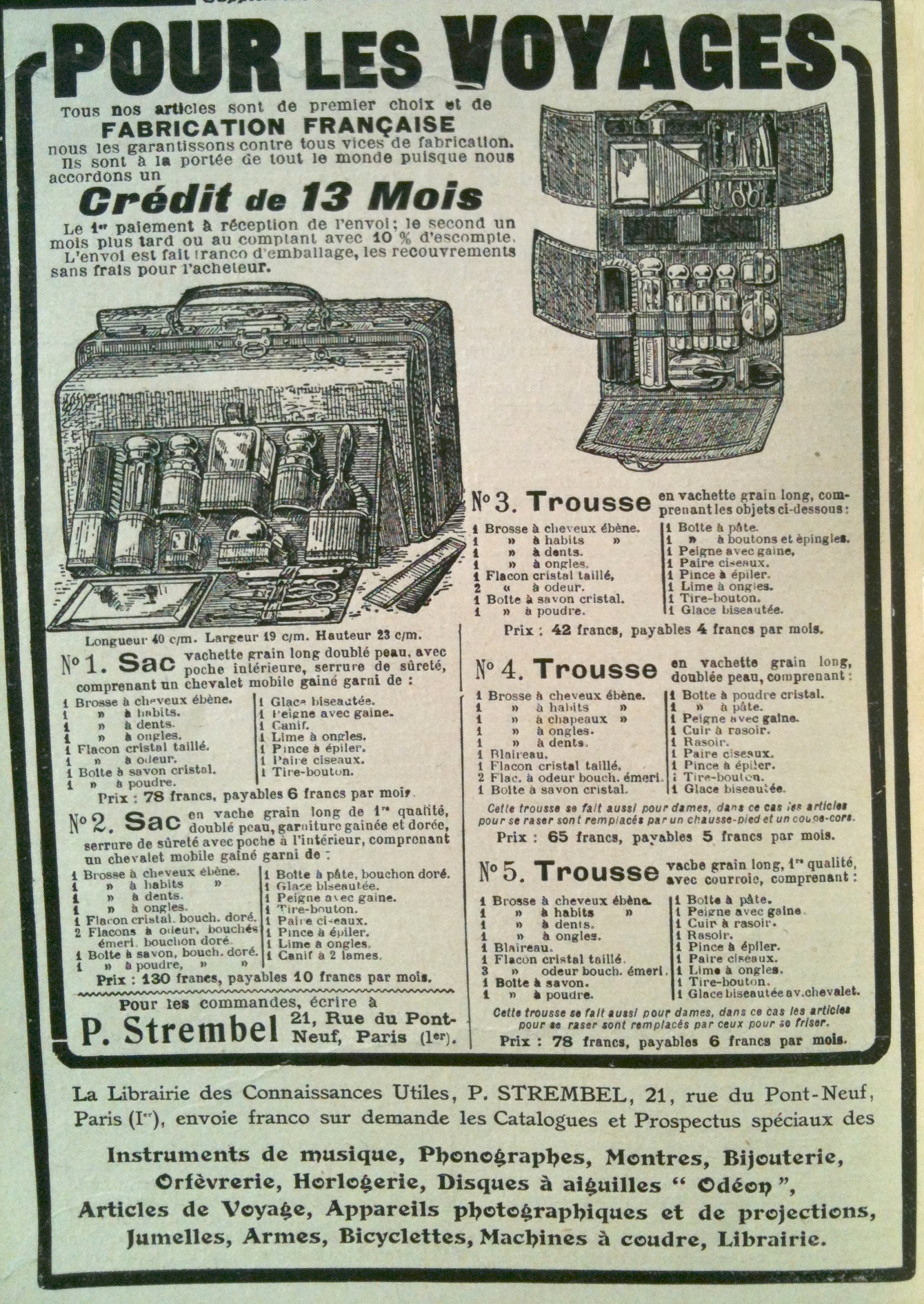
Publicité pour trousses de toilette de voyage (1909).

Lancée en 1936 et vendue à partir de 1941 par souscription aux États-Unis, La Boîte-en-valise est conçue comme un musée portatif, autour de l'univers condensé de la boîte surréaliste et du principe de cabinet de curiosités. 
L'œuvre comprend une valise à fermoir, faite de carton recouvert d'un cuir couleur beige (« boîte à tirettes gainée de cuir » précise le prospectus), aux dimensions 40 × 37,5 × 8,2 cm, contenant 69 reproductions des principales œuvres de Duchamp, dont de nombreuses photographies, lithographies et répliques miniatures des ready-made comme Fontaine, de compositions en modèle réduit sur Rhodoïd comme Le Grand Verre.
De 1941 à 1966, seront assemblées 312 valises destinées aux souscripteurs. Les 22 premières, intitulées La boîte-en-valise ou Valise, sont réalisées par l'artiste lui-même (selon le principe d'une version de luxe) et contiennent une œuvre originale. Toutes sont signées avec la mention « De ou par Marcel Duchamp ou Rrose Sélavy ».

### La Boîte de 1914
Duchamp avait dès 1913 imaginé le concept de boîte éditée à plusieurs exemplaires, contenant des reproductions de ses œuvres et de ses notes : le fruit de cette première réflexion est La Boîte de 1914, qui rassemble les fac-similés des premières esquisses et notes préparatoires concernant Le Grand Verre, reproduites sur 16 plaques de verres argentiques ; le tout est édité à cinq exemplaires dont une est conservée au centre Pompidou.

### La Boîte verte
En 1934, il entreprend la conception d'une nouvelle boîte qui rassemble de nouvelles notes préparatoires relatives au Grand Verre, soit une accumulation de « huit années, d'idées, de réflexions, de pensées », totalisant 93 documents (notes écrites, dessins, photographies). Chacun de ses originaux a été lithographié puis tiré sur du papier similaire à celui utilisé par l'artiste lors de ses travaux de réflexion. Tiré à 320 exemplaires (dont 20 contenant une œuvre originale numéroté I à XX, une série qualifiée d'« édition de luxe »), l'objet final est surnommé « La Boîte verte » et comprend sur son couvercle l'inscription La Mariée mise à nu par ses célibataires même dans une typographie pointillée exécutée au pochoir. L'éditeur mentionné est Rrose Sélavy. Par l'entremise d'André Breton, Duchamp s'est expliqué dès 1932 sur la fonction qu'il entendait donner à ses notes en les offrant à la lecture d'un public : « les notes sont un condensé d'un ensemble plus vaste, inédit [...] destiné à accompagner et expliquer (comme le ferait un catalogue d'exposition) le « verre » (peint sur une vitre transparente) connu sous le nom de La Mariée mise à nu par ses célibataires, même ».

### The White Box
En 1966, les galeristes Cordier & Ekstrom (New York) éditèrent sous la direction de Duchamp À l'infinitif, surnommé « The White Box » (la boîte blanche) rassemblant de nouvelles notes inédites couvrant la période 1912-1920. Le tirage est de 150 exemplaires.